# 兵庫県災害拠点病院
兵庫県災害拠点病院（ひょうごけんさいがいきょてんびょういん）は、兵庫県にある災害時の救急医療の拠点となる災害拠点病院である。

## 概要
県内や近隣府県で災害が発生し、通常の医療体制では被災者に対する適切な医療を確保することが困難な状況となった場合に、兵庫県知事の要請により「傷病者」の受け入れや「医療救護班」の派遣等を行う。
兵庫県内では「基幹2・地域16」の計18カ所の「災害拠点病院」が指定されており、その中で基幹施設の1つとなっている「兵庫県災害医療センター」は、阪神・淡路大震災の教訓をもとに地方自治体が設置する初の「災害医療センター」として、2003年8月に運用が開始された。

## 拠点病院の条件
- 建物が「耐震・耐火構造」であること。
- 資器材等の備蓄があること。
- 応急収容するために転用できる場所があること。
- 応急用資器材、自家発電機、応急テント等により自己完結できること。（外部からの補給が滞っても簡単には病院機能を喪失しないこと）
- 近接地に「ヘリポート」が確保できること。

## 病院一覧
（下表の出典）
| 兵庫県災害拠点病院 （基幹2:地域16） | 兵庫県災害拠点病院 （基幹2:地域16） | 兵庫県災害拠点病院 （基幹2:地域16） | 兵庫県災害拠点病院 （基幹2:地域16） | 兵庫県災害拠点病院 （基幹2:地域16） |
| 病院名                              | 住所                                | DMAT                                | 救命                                | 2次医療圏                           |
| ----------------------------------- | ----------------------------------- | ----------------------------------- | ----------------------------------- | ----------------------------------- |
| 兵庫県災害医療センター（基幹）      | 神戸市中央区脇浜海岸通1-3-1         | ○                                   | ○ 高                                | 神戸                                |
| 神戸赤十字病院（基幹）              | 神戸市中央区脇浜海岸通1-3-1         | ○                                   | ×                                   | 神戸                                |
| 神戸大学医学部附属病院              | 神戸市中央区楠町7丁目5-2            | ○                                   | ○                                   | 神戸                                |
| 神戸市立医療センター中央市民病院    | 神戸市中央区港島中町4丁目6番地      | ○                                   | ○                                   | 神戸                                |
| 兵庫県立尼崎総合医療センター        | 尼崎市東難波町2丁目17番77号         | ○                                   | ○                                   | 阪神南                              |
| 兵庫医科大学病院                    | 西宮市武庫川町1番1号                | ○                                   | ○                                   | 阪神南                              |
| 兵庫県立西宮病院                    | 西宮市六湛寺町13番9号               | ○                                   | ○                                   | 阪神南                              |
| 宝塚市立病院                        | 宝塚市小浜4丁目5-1                  | ○                                   | ×                                   | 阪神北                              |
| 兵庫県立加古川医療センター          | 加古川市神野町神野203               | ○                                   | ○ DH                                | 東播磨                              |
| 西脇市立西脇病院                    | 西脇市下戸田652番地の1              | ○                                   | ×                                   | 北播磨                              |
| 兵庫県立はりま姫路総合医療センター  | 姫路市神屋町3丁目264番地            | ○                                   | ○ DH                                | 中播磨                              |
| 姫路赤十字病院                      | 姫路市下手野1-12-1                  | ○                                   | ×                                   | 中播磨                              |
| 国立病院機構姫路医療センター        | 姫路市本町68番地                    | ○                                   | ×                                   | 中播磨                              |
| 赤穂市民病院                        | 赤穂市中広1090番地                  | ○                                   | ×                                   | 西播磨                              |
| 公立豊岡病院                        | 豊岡市戸牧1094                      | ○                                   | ○ DH                                | 但馬                                |
| 公立八鹿病院                        | 養父市八鹿町八鹿1878-1              | ○                                   | ×                                   | 但馬                                |
| 兵庫県立丹波医療センター            | 丹波市氷上町石生2002番地7           | ○                                   | ×                                   | 丹波                                |
| 兵庫県立淡路医療センター            | 洲本市塩屋1丁目1-137                | ○                                   | ○ 域                                | 淡路                                |

- 救命：救命救急センター[4]
- 高：高度救命救急センター
- 域：地域救命救急センター
- DH：ドクターヘリ運用施設